# Profase
La profase è la prima fase della divisione cellulare: nella mitosi avviene una sola volta, nella meiosi due volte, distinguendosi in profase I e profase II. La profase può aver inizio solo se la cellula ha già replicato il DNA e duplicato il centrosoma, che è il principale centro organizzatore dei microtubuli. Nella profase si condensano i cromosomi, costituiti da due cromatidi fratelli, e all'esterno della membrana nucleare inizia a formarsi il fuso mitotico, mentre i centrosomi si allontanano verso i poli opposti della cellula. La profase si conclude quando inizia la disgregazione della membrana nucleare: è l'inizio della prometafase.

## Divisione meiotica
Nella profase I della divisione meiotica avviene la ricombinazione omologa, cioè lo scambio di materiale genetico tra cromosomi omologhi. Il processo durante il quale due cromatidi non fratelli si scambiano parte dei filamenti di DNA viene detto crossing-over. Alla fine della profase I gli omologhi sono liberi di separarsi, ma le coppie di cromatidi di origine paterna e materna, dette bivalenti o tetradi, rimangono collegate fino all'inizio dell'anafase I grazie ai chiasmi, il punto dello scambio tra i cromatidi non fratelli. In ogni bivalente possono avvenire più scambi.